# サスヒルノイ島
サンスヒルノイ島（サスヒルノイとう）とは、アリューシャン列島フォックス諸島を構成する一つの島である。

## 地理
ディア島 (アラスカ州)の東約26kmに位置している。

## 名前
「乾燥した土地」という意味で名付けられた。1847年に、ロシアが記録した。